# Diatonická stupnice
Diatonická stupnice je pojem z oboru hudební nauky, který se používá pro sedmitónové stupnice s intervalem celého tónu nebo půltónu mezi každými dvěma sousedními stupni. (To v praxi znamená, že celý tón se vyskytuje pětkrát a půltón dvakrát).
V užším smyslu toho slova jsou za diatonické stupnice považovány pouze dva typy stupnic: běžně používaná durová stupnice a mollová stupnice.
První z nich je takto někdy označována jako diatonická dur (durová diatonika), druhá jako diatonická moll (mollová diatonika).
Podle širší definice jsou diatonické například všechny mody durové stupnice (dórský modus, lydický modus) nebo všechny mody melodické moll.
Ani širší definici diatonické stupnice naopak z různých důvodů nevyhovují harmonická moll, bluesová stupnice nebo chromatická stupnice.

## Upřesnění definice
Teoreticky vyhovuje pojmu diatonická stupnice například tato posloupnost tónů:
- c-des-eses-fes-ges-as-b (jako první dva jsou použity půltóny, pak pětkrát celý tón).

Pokusem o vytvoření harmonie k této „diatonické stupnici“ (nebo jejím prostým přehráním) lze snadno ověřit, že takováto není příliš použitelná (například díky zmenšené tercii).
Za diatonické jsou proto v přesnějším významu (již třetím uvedeným v tomto článku) považovány stupnice, které na druhém až sedmém stupni obsahují pouze čisté, malé nebo velké intervaly od sekundy do septimy.

## Stupně diatonické stupnice
Tóny stojící na jednotlivých stupních diatonické stupnice se označují pomocí římských číslic a nazývají se:
| I   | Tónika                                  |
| II  | Supertónika (nebo také spodní medianta) |
| III | Medianta (nebo také vrchní medianta)    |
| IV  | Subdominanta                            |
| V   | Dominanta                               |
| VI  | Superdominanta                          |
| VII | Subtónika (nebo také citlivý tón)       |

Uvedených názvů se používá také v širším smyslu pro akord stojící na příslušném stupni.
Například pro stupnici C dur lze výraz dominanta použít ve smyslu:
- tón na pátém stupni - g
- kvintakord na pátém stupni - durový kvintakord {\displaystyle G\,\!}
- septakord na pátém stupni - dominantní septakord {\displaystyle G^{7}\,\!}
- tercdecimový akord na pátém stupni - {\displaystyle G^{13}\,\!}